# Municipio de Coldbrook
El municipio de Coldbrook (en inglés: Coldbrook Township) es un municipio ubicado en el condado de Warren en el estado estadounidense de Illinois. En el año 2010 tenía una población de 467 habitantes y una densidad poblacional de 5,06 personas por km².

## Geografía
El municipio de Coldbrook se encuentra ubicado en las coordenadas 40°55′58″N 90°29′51″O / 40.93278, -90.49750. Según la Oficina del Censo de los Estados Unidos, el municipio tiene una superficie total de 92.29 km², de la cual 92,29 km² corresponden a tierra firme y (0 %) 0 km² es agua.

## Demografía
Según el censo de 2010, había 467 personas residiendo en el municipio de Coldbrook. La densidad de población era de 5,06 hab./km². De los 467 habitantes, el municipio de Coldbrook estaba compuesto por el 96,36 % blancos, el 0,21 % eran afroamericanos, el 0,43 % eran isleños del Pacífico, el 0,21 % eran de otras razas y el 2,78 % eran de una mezcla de razas. Del total de la población el 0,64 % eran hispanos o latinos de cualquier raza.